# The Death of Me
The Death of Me è un singolo del gruppo musicale britannico Asking Alexandria, pubblicato il 16 aprile 2013 come primo estratto dal terzo album in studio From Death to Destiny.

## Promozione
L'audio del brano è stato inizialmente diffuso dalla Sumerian Records su YouTube a partire dal 29 marzo 2013, mentre il seguente 16 aprile è stato pubblicato digitalmente insieme alla versione Rock Mix, caratterizzata da un maggiore uso del cantato melodico da parte di Danny Worsnop.

## Video musicale
Il video, diretto da Frankie Nasso e pubblicato il 23 luglio 2013, mostra il gruppo eseguire il brano in una stanza mentre un bambino affronta la tentazione di donne discinte dietro il vetro.
Due giorni più tardi è stato reso disponibile il relativo dietro le quinte.

## Tracce
Testi di Danny Worsnop e Ben Bruce, musiche di Ben Bruce e James Cassells.
Download digitale
1. The Death of Me – 4:19
2. The Death of Me (Rock Mix) – 3:24

CD promozionale (Stati Uniti)
1. The Death of Me (Radio Mix) – 3:25
2. The Death of Me (Instrumental Mix) – 3:25

## Formazione
Gruppo
- Danny Worsnop – voce
- Ben Bruce – chitarra solista, voce
- Cameron Liddell – chitarra
- Sam Bettley – basso
- James Cassells – batteria

Altri musicisti
- Logan Mader – programmazione, sound design elettronico
- Christopher Mesmer – pianoforte

Produzione
- Ash Avildsen – produzione esecutiva, produzione vocale aggiuntiva
- Joey Sturgis – produzione, ingegneria del suono, produzione ed ingegneria vocale
- David Bendeth – missaggio
- Michael "Mitch" Milan – montaggio digitale
- Ted Jensen – mastering
- Nick Sampson – produzione ed ingegneria vocale, montaggio vocale
- Allan Hessler – ingegneria vocale aggiuntiva
- Bryan Pino – tracciamento vocale aggiuntivo
- Joe Graves – tracciamento vocale aggiuntivo

## Classifiche
| Classifica (2013)                | Posizione massima |
| -------------------------------- | ----------------- |
| Regno Unito (rock & metal)       | 13                |
| Stati Uniti (mainstream rock)    | 23                |
| Stati Uniti (rock & alternative) | 46                |

## Date di pubblicazione
| Paese                 | Data di pubblicazione | Formato           | Note  |
| --------------------- | --------------------- | ----------------- | ----- |
| Mondo                 | 16 aprile 2013        | Download digitale | [ 2 ] |
| Stati Uniti d'America | 29 aprile 2013        | Airplay           | [ 8 ] |